# Henning von Löwis of Menar
Henning von Löwis of Menar, auch Henning von Löwis, (* 23. März 1948 in Freiburg an der Elbe) ist ein deutscher Schriftsteller, Journalist, Redakteur und Korrespondent. Er arbeitete u. a. für Radio Portugal, in Namibia, für den Deutschlandfunk (DLF) und für den Westdeutschen Rundfunk (WDR).

## Leben
Henning von Löwis of Menar entstammt einem alten schottisch-baltischen Adelsgeschlecht. Sein Vater Werner Theodor von Löwis of Menar war Zeitungsreporter und später Fotograf, seine Mutter stammte aus einer Reederfamilie. Seine ersten schriftstellerischen Arbeiten lieferte er schon kurz nach der Schule, er arbeitete als Schiffsjunge und berichtete über seine Erlebnisse.

## Werdegang
Er war seit 1966 freier Mitarbeiter des Norddeutschen Rundfunks (NDR). Sein Studium in Politische Wissenschaft, Öffentliches Recht und Lusitanistik absolvierte er von 1968 bis 1972 an der Universität Hamburg. Ebenfalls war er von 1968 bis 1974 freier Mitarbeiter von Radio Portugal (Emissora Nacional) in Lissabon. Mit der Dissertation „Bilateralismus und Multilateralismus in der Außenpolitik Portugals seit 1945“ promovierte er 1976 zum Doktor der Philosophie (Dr. phil.). Von 1973 bis 1983 war er Wissenschaftlicher Assistent von Professor Hans-Peter Schwarz am Forschungsinstitut für Politische Wissenschaft und Europäische Fragen der Universität zu Köln. 1984 übernahm er die Leitung des Forschungsbereichs Europa- und Deutschlandpolitik der Konrad-Adenauer-Stiftung und arbeitete gleichzeitig bis 1986 als Fachjournalist für internationale Beziehungen, als Mitarbeiter von DLF und Deutsche Welle (DW) sowie als Korrespondent des Südwestafrikanischen Rundfunks in Bonn. Von 1984 bis 1989 war er Lehrbeauftragter für Internationale Beziehungen und Außenpolitik der DDR an der Universität Köln. Seit 1987 war er Redakteur in der Ost-West-Abteilung des DLF und wurde 1989 Korrespondent in Mecklenburg-Vorpommern. 1991 übernahm er für den DLF und WDR die Berichterstattung aus dem Baltikum und aus Kaliningrad, seit 1994 ist er Redakteur des DLF (Abteilung Hintergrund).

## Ehrungen
- Kulturpreis der Landsmannschaft Ostpreußen für Publizistik (2000)
- Deutsch-russischer Peter-Boenisch-Gedächtnispreis für Journalisten des „Petersburger Dialogs“ (2012)[1]

## Werke (Auswahl)
Bücher:
- Kubas Käfer: Hasta Siempre von Henning von Löwis von Motorbuch (27. August 2014)
- Ich wäre gern geblieben. Das Leben des Friedrich von Löwis of Menar (Hrsg.), von Hinstorff/PRO (7. Dezember 2005)
- Namibia im Ost-West-Konflikt, Wissenschaft und Politik, Köln (1983)
- Kirchensteuern für Guerillakämpfer? - Die Namibia-Kontroverse in der Evangelischen Kirche. Eine Dokumentation. Sonderdruck aus „Beiträge zur Konfliktforschung“ (15. Jahrgang; Heft 3; 1985)

Audio CDs:
- Mythos Königsberg oder alle Wege führen zu Kant von Henning von Löwis of Menar von Hinstorff (5. Juli 2005)
- Königsberg Geschichte und Geschichten einer unvergänglichen Stadt [Audio-CD] von Autor: Dr. Henning von Löwis of Menar von Polar-Film (23. Dezember 2008)
- Der weite Weg zurück nach Balga – Spurensuche im russischen Ostpreußen von Autor: Dr. Henning von Löwis of Menar von Polarfilm (26. Juni 2007)
- Von Königsberg nach Memel: Auf den Spuren von Königin Luise in Ostpreußen von Polar Film Medien GmbH (August 2010)

Kalender:
- GESICHTER RUSSLANDS 2015 (Tischkalender 2015): Berühmte Russen und ausdrucksvolle Gesichter Russlands...30. Oktober 2014
- TILSIT 2015 COBETCK (Wandkalender 2015): Tilsit: preußische Vergangenheit und russische Gegenwart...2. November 2014
- Cabrio Träume in Havanna (Tischkalender 2016 DIN A5 quer): US-Cabrios aus den 50er Jahren auf Kuba (Monatskalender)...14. Mai 2015
- KLOSTERINSEL VALAAM 2016 (Tischkalender 2016): Klosterinsel Valaam – Russlands „Athos des Nordens“...17. Mai 2015